# Overhalla
Overhalla é uma comuna da Noruega, com 730 km² de área e 3 540 habitantes (censo de 2004).         